# رؤیا نونهالی
رؤیا نونهالی (زادهٔ ۲۴ بهمن ۱۳۴۱) بازیگر و کارگردان تئاتر، سینما و تلویزیون اهل ایران است. رؤیا نونهالی رکورددار کسب تندیس حافظ تحت عنوان بهترین بازیگر زن درام از جشنواره حافظ است. او هم‌چنین از اعضای هیئت داوران بخش سودای سیمرغ سی و پنجمین دوره جشنواره فیلم فجر (۱۳۹۵)، از اعضای هیئت داوران بخش ملی بیست و دومین جشنواره بین‌المللی قصه‌گویی، و در یکی از فصل‌های برنامه تلویزیونی عصر جدید نیز از داوران آن بوده‌است.

## زندگی
رؤیا نونهالی، زاده ۲۴ بهمن ۱۳۴۱ است. وی اصالتاً مازندرانی است و اصلیت وی به روستای تاکر از توابع بخش بلده شهرستان نور در استان مازندران می‌رسد. او تحصیل‌کرده مدرسه ژاندارک تهران و مسلط به زبان‌های فرانسه و انگلیسی است.
شامگاه جمعه، ۱۰ شهریور ۱۴۰۲ و در بحبوحه جنبش زن، زندگی، آزادی، او در مراسم «شبِ ایران درودی» در سالن شهناز خانهٔ هنرمندان بدون حجاب اجباری حاضر شد.

## فیلم‌شناسی

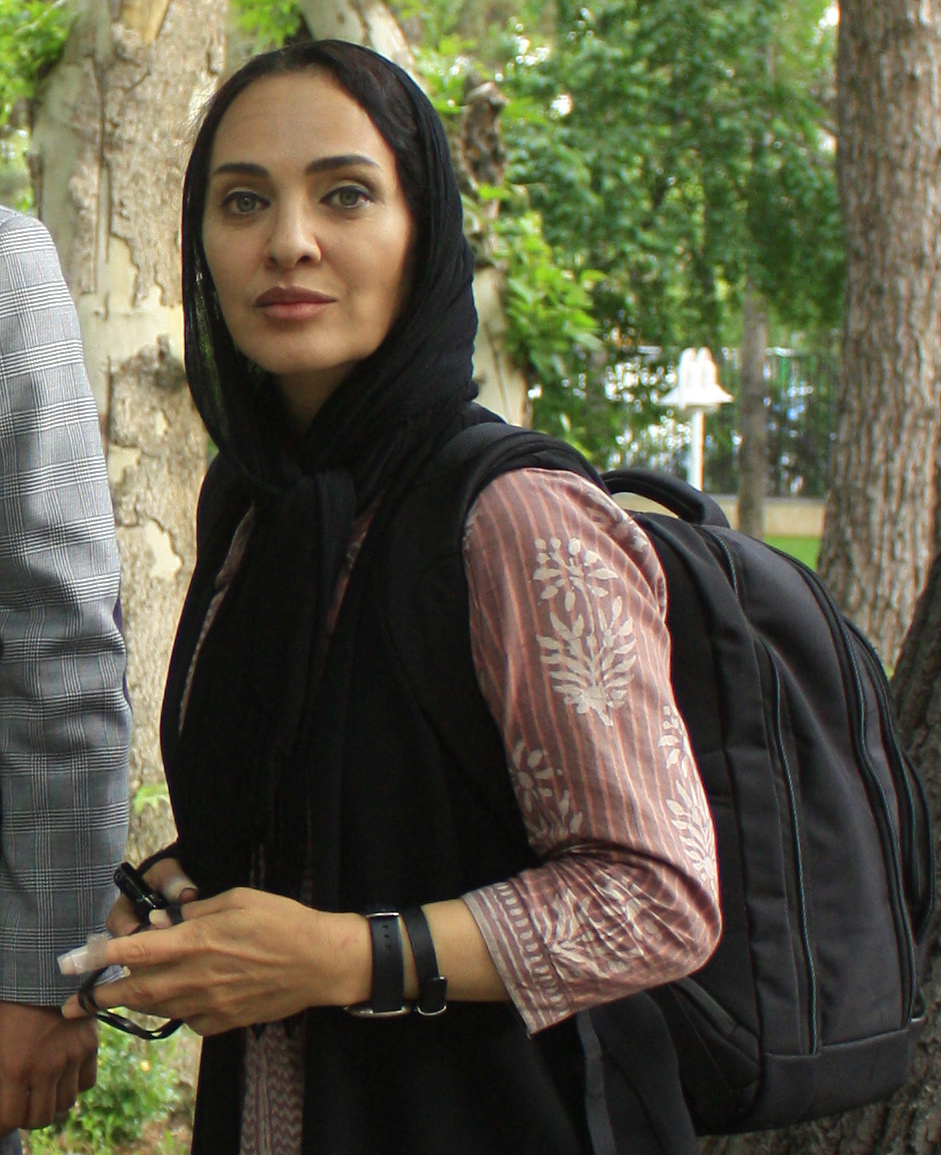
رویا نونهالی در فرهنگسرای نیاوران، اردیبهشت ۱۳۹۰

### سینمایی
| سال تولید | نام فیلم                  | کارگردان        |
| --------- | ------------------------- | --------------- |
| ۱۴۰۳      | وحشی                      | شراره سروش      |
| ۱۳۹۸      | دست انداز                 | کمال تبریزی     |
| ۱۳۹۶      | به وقت رؤیا               | امیرحسین عنایتی |
| ۱۳۹۵      | حکایت دریا                | بهمن فرمان آرا  |
| ۱۳۹۴      | نیمه شب اتفاق افتاد       | تینا پاکروان    |
| ۱۳۹۴      | هلن                       | علی اکبر ثقفی   |
| ۱۳۹۴      | مشکل گیتی                 | بهرام کاظمی     |
| ۱۳۹۴      | کفشهایم کو؟               | کیومرث پوراحمد  |
| ۱۳۹۴      | داره صبح می‌شه             | یلدا جبلی       |
| ۱۳۹۳      | اعترافات ذهن خطرناک من    | هومن سیدی       |
| ۱۳۹۳      | نیم‌رخ‌ها                   | ایرج کریمی      |
| ۱۳۹۳      | دلم می‌خواد                | بهمن فرمان آرا  |
| ۱۳۹۲      | تراژدی                    | آزیتا موگویی    |
| ١٣۸۸      | پشت در خبری نیست          | شبنم عرفی نژاد  |
| ۱۳۸۷      | صداها                     | فرزاد مؤتمن     |
| ۱۳۸۷      | مانا                      | علیرضا رزازی فر |
| ۱۳۸۷      | شیرین                     | عباس کیارستمی   |
| ۱۳۸۶      | خاک آشنا                  | بهمن فرمان آرا  |
| ۱۳۸۵      | نیلوفر                    | سابین ژمایل     |
| ۱۳۸۴      | عصر جمعه                  | مونا زندی حقیقی |
| ۱۳۸۳      | ماهی‌ها عاشق می‌شوند        | علی رفیعی       |
| ۱۳۸۳      | یک تکه نان                | کمال تبریزی     |
| ۱۳۸۲      | خواب خاک                  | سپیده فارسی     |
| ۱۳۸۲      | هم نفس                    | مهدی فخیم زاده  |
| ۱۳۸۱      | گاهی به آسمان نگاه کن     | کمال تبریزی     |
| ۱۳۸۰      | خانه‌ای روی آب             | بهمن فرمان آرا  |
| ۱۳۷۹      | زندان زنان                | منیژه حکمت      |
| ۱۳۷۸      | بوی کافور، عطر یاس        | بهمن فرمان آرا  |
| ۱۳۷۸      | صنم                       | رفیع پیتز       |
| ۱۳۷۵      | فصل پنجم                  | رفیع پیتز       |
| ۱۳۷۲      | آنها هیچ‌کس را دوست ندارند | جعفر سیمایی     |
| ۱۳۷۱      | مرد ناتمام                | محرم زینال زاده |
| ۱۳۷۰      | پرنده آهنین               | علی شاه حاتمی   |
| ۱۳۷۰      | دیدار در استانبول         | افشین شرکت      |
| ۱۳۶۸      | آب را گل نکنید            | شهریار بحرانی   |
| ۱۳۶۸      | مدرسه رجایی               | کریم زرگر       |
| ۱۳۶۷      | عروسی خوبان               | محسن مخملباف    |
| ۱۳۶۶      | یار در خانه               | خسرو سینایی     |

### فیلم کوتاه
- زنی پوشیده با گردن‌بند[۴]
- هایلایت

### مجموعه تلویزیونی
| سال  | فیلم         | کارگردان                | توضیحات |
| ---- | ------------ | ----------------------- | ------- |
| ۱۳۹۸ | عصر جدید ۲   |                         |         |
| ۱۳۹۸ | بوی باران    | محمود معظمی             |         |
| ۱۳۹۷ | عصر جدید     |                         |         |
| ۱۳۹۴ | زاویه هفتم   | محمود معظمی             |         |
| ۱۳۹۰ | سایه روشن    | آرش معیریان             |         |
| ۱۳۸۹ | ساختمان ۸۵   | مهدی فخیم‌زاده           |         |
| ۱۳۸۶ | ساعت شنی     | بهرام بهرامیان          |         |
| ۱۳۸۲ | هم‌نفس        | مهدی فخیم‌زاده           |         |
| ۱۳۸۰ | خواب و بیدار | مهدی فخیم‌زاده           |         |
| ۱۳۷۶ | تله‌موش       | حسن فتحی، ساسان امیرپور |         |

### شبکه نمایش خانگی
| سال تولید | نام اثر     | کارگردان       |
| --------- | ----------- | -------------- |
| ۱۴۰۳      | گردن‌زنی     | سامان سالور    |
| ۱۴۰۰      | خاتون       | تینا پاکروان   |
| ۱۳۹۹      | ملکه گدایان | حسین سهیلی‌زاده |
| ۱۳۹۵      | شهرزاد ۲    | حسن فتحی       |
| ۱۳۹۵      | گاراژ ۸۸۸   | سام کلانتری    |

### داوری
- عصر جدید
- سی و پنجمین دوره جشنواره فیلم فجر

## افتخارات و جوایز

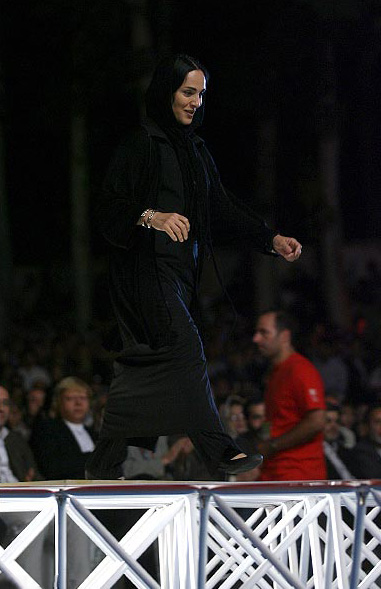
رویا نونهالی در یازدهمین جشن بزرگ سینمای ایران

رؤیا نونهالی تا کنون جوایز بسیاری را از آن خود ساخته که برای نمونه می‌توان به آثار زیر اشاره کرد.
| سال  | فیلم               | رده                                    | جشنواره                              | نتیجه    | منبع             |
| ---- | ------------------ | -------------------------------------- | ------------------------------------ | -------- | ---------------- |
| ۱۳۶۷ | عروسی خوبان        | سیمرغ بلورین بهترین بازیگر نقش اول زن  | هفتمین دوره جشنواره فیلم فجر         | برنده    | [ ۷ ]            |
| ۱۹۹۷ | فصل پنجم           | تندیس طلایی بهترین بازیگر زن           | جشنواره رامی ین فرانسه               | برنده    | [ نیازمند منبع ] |
| ۱۳۷۸ | بوی کافور، عطر یاس | سیمرغ بلورین بهترین بازیگر نقش دوم زن  | هجدهمین دوره جشنواره فیلم فجر        | برنده    | [ ۸ ]            |
| ۱۳۷۹ | بوی کافور، عطر یاس | تندیس زرین بهترین بازیگر نقش مکمل زن   | چهارمین جشن خانه سینما               | برنده    | [ نیازمند منبع ] |
| ۱۳۷۹ | بوی کافور عطر یاس  | بهترین بازیگر زن                       | چهارمین جشن دنیای تصویر              | نامزدشده | [ نیازمند منبع ] |
| ۱۳۸۱ | زندان زنان         | تندیس زرین بهترین بازیگر نقش اول زن    | ششمین جشن خانه سینما                 | نامزدشده | [ نیازمند منبع ] |
| ۱۳۸۲ | خواب و بیدار       | بهترین بازیگر زن درام تلوزیونی         | هفتمین جشن حافظ                      | برنده    | [ ۹ ]            |
| ۱۳۸۲ | هم نفس             | سیمرغ بلورین بهترین بازیگر نقش اول زن  | بیست و دومین دوره جشنواره فیلم فجر   | نامزدشده | [ ۱۰ ]           |
| ۱۳۸۳ | ماهی‌ها عاشق می‌شوند | بهترین بازیگر نقش اول زن               | نهمین جشنواره دنیای تصویر برای بازی  | برنده    | [ نیازمند منبع ] |
| ۱۳۸۳ | ماهی‌ها عاشق می‌شوند | سیمرغ بلورین بهترین بازیگر نقش اول زن  | بیست و سومین دوره جشنواره فیلم فجر   | نامزدشده | [ ۱۱ ]           |
| ۱۳۸۴ | عصر جمعه           | سیمرغ بلورین بهترین بازیگر نقش اول زن  | بیست و چهارمین دوره جشنواره فیلم فجر | نامزدشده | [ ۱۲ ]           |
| ۱۳۸۴ | ماهی‌ها عاشق می‌شوند | تندیس زرین بهترین بازیگر نقش اول زن    | نهمین جشن خانه سینما                 | نامزدشده | [ نیازمند منبع ] |
| ۱۳۸۵ | عصر جمعه           | تندیس زرین بهترین بازیگر نقش اول زن    | دهمین جشن خانه سینما                 | نامزدشده | [ نیازمند منبع ] |
| ۱۳۸۷ | خاک آشنا           | تندیس زرین بهترین بازیگر نقش اول زن    | دوازدهمین جشن خانه سینما             | نامزدشده | [ نیازمند منبع ] |
| ۱۳۹۷ | شهرزاد             | بهترین بازیگر زن                       | هجدهمین جشن دنیای تصویر              | برنده    | [ نیازمند منبع ] |
| ۱۳۹۷ | فیلم کوتاه هایلایت | بهترین بازیگر زن به عنوان زن الهام بخش | جشنواره فاستیگوس آمریکا              | برنده    | [ نیازمند منبع ] |